# Necrocinesi

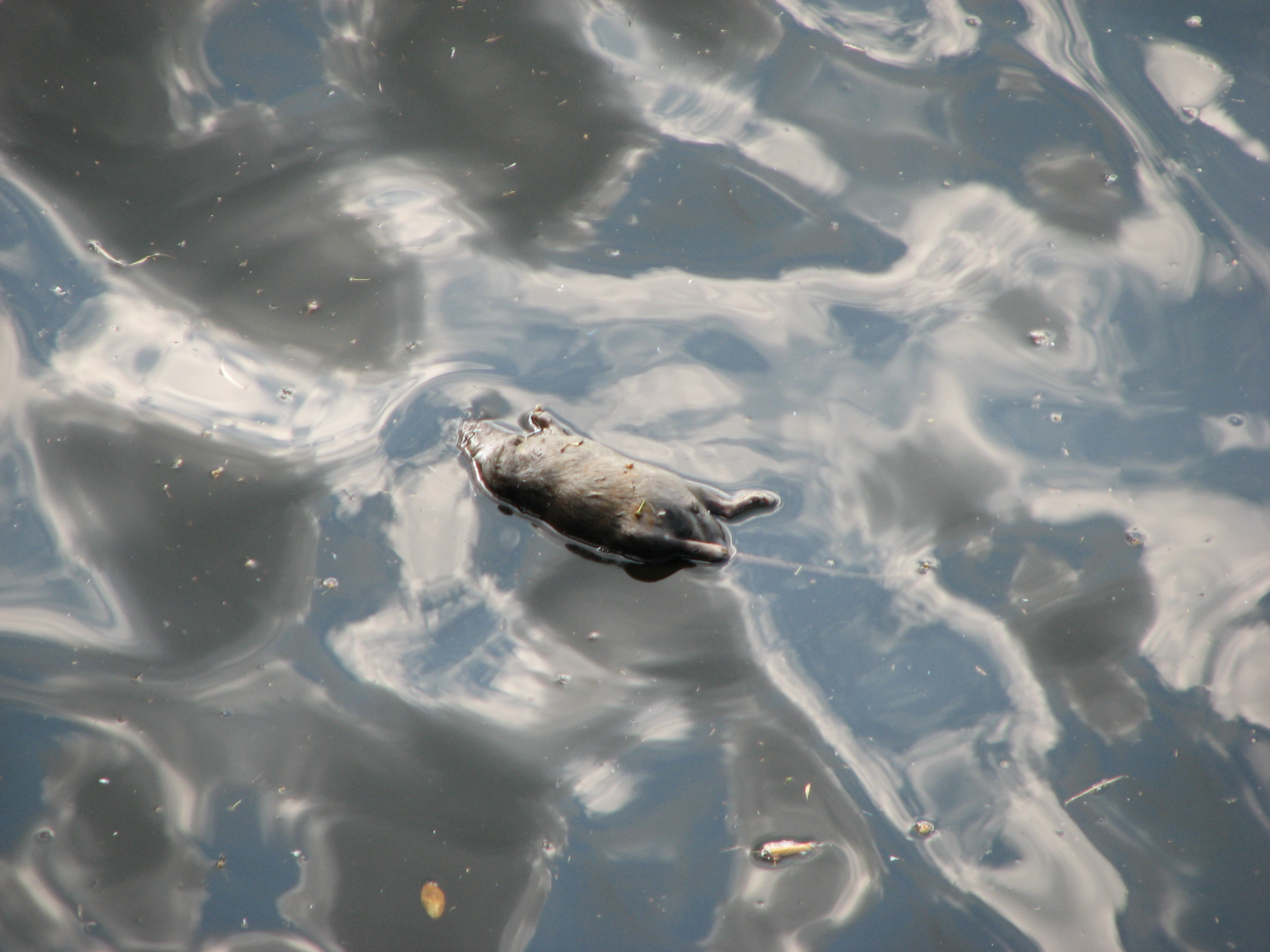
Cadàver de rosegador surant en un riu

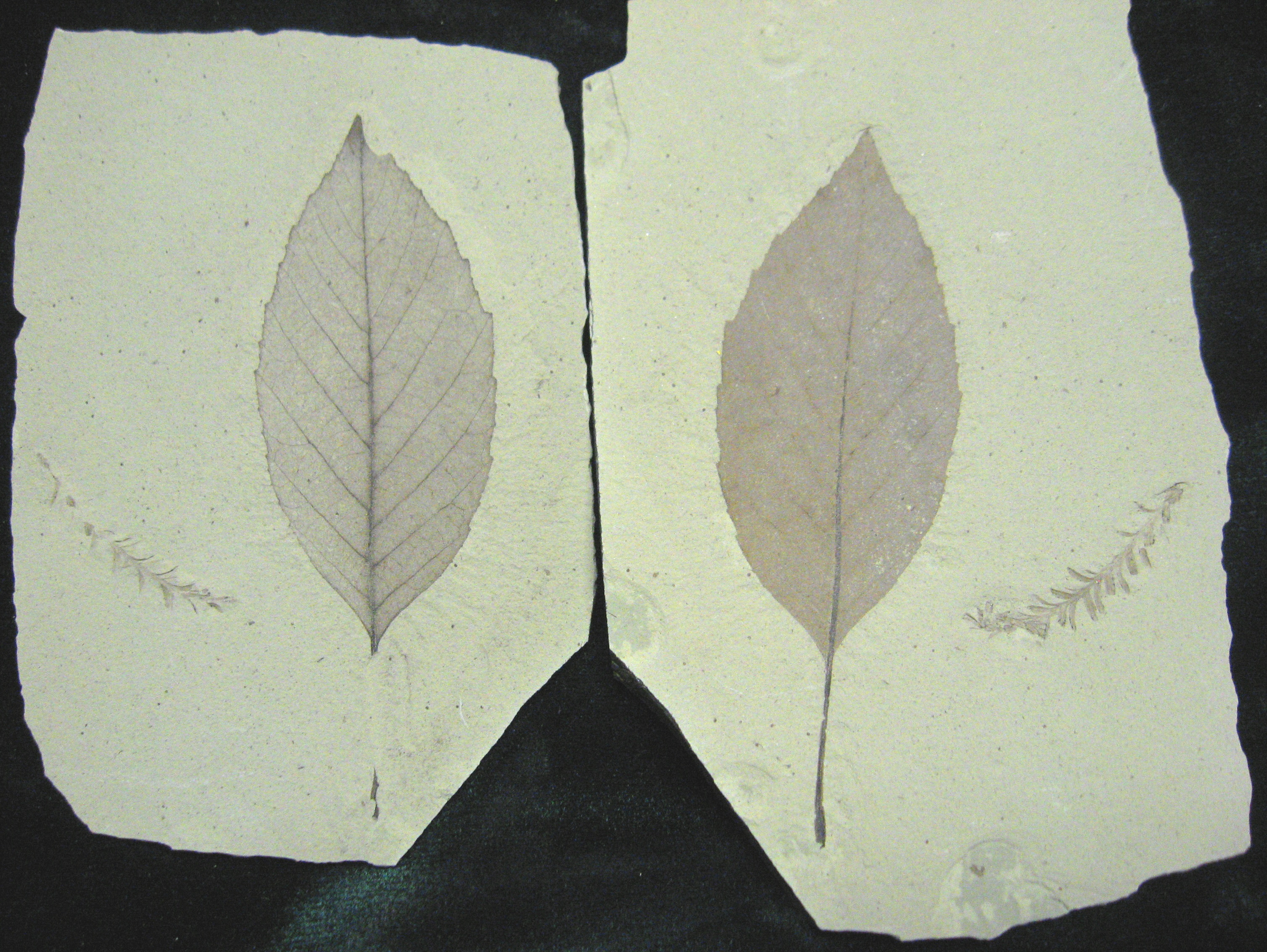
Restes fòssils de fulles dAlnus parvifolia i Metasequoia occidentalis. El desplaçament sofert per les fulles fins a la seua acumulació constitueix un procés de necrocinesi

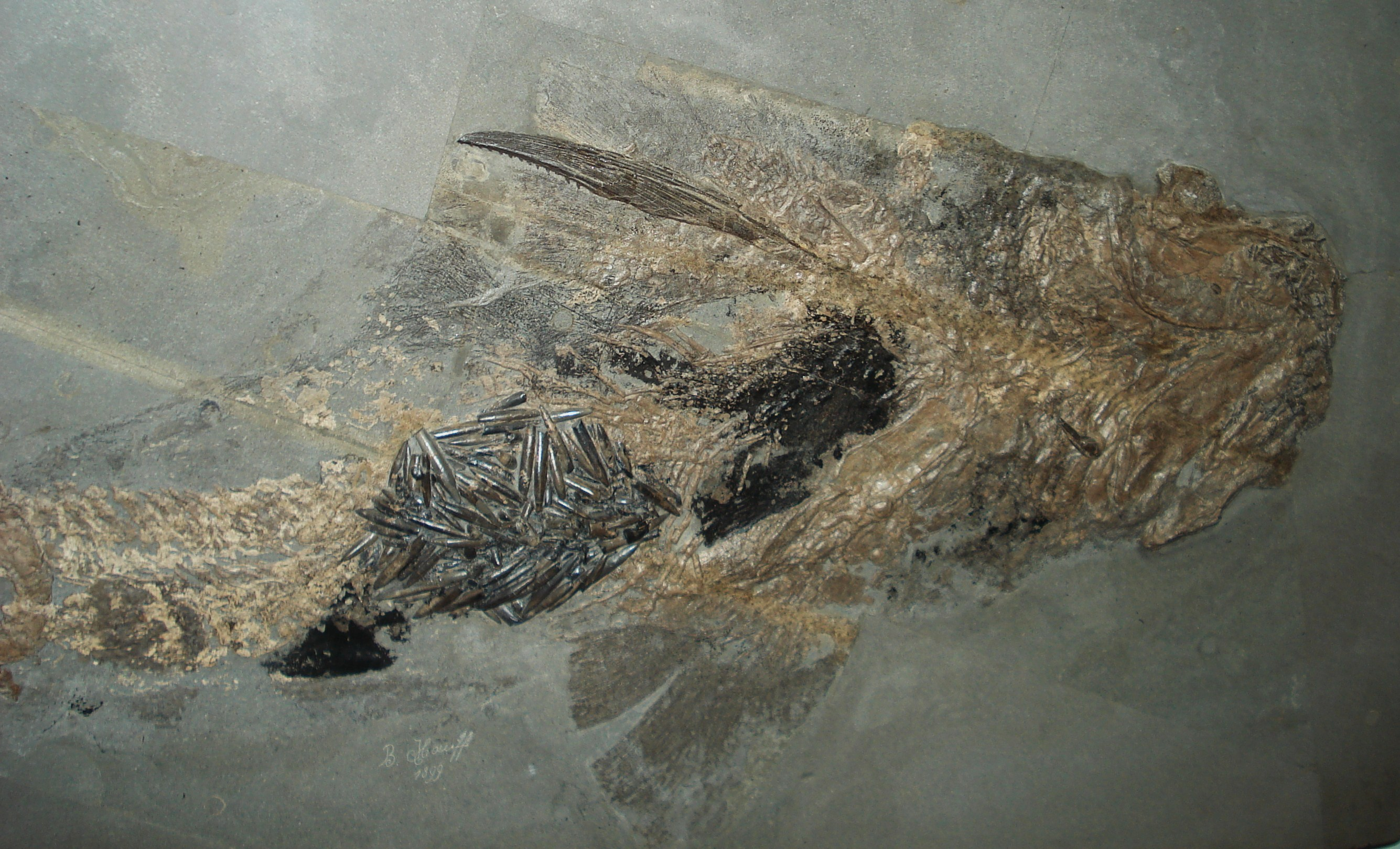
Concentració de restes de belemnits transportada en el tracte digestiu del seu depredador, un tauró del gènere Hybodus

La necrocinesi, transport o dispersió post mortem és un procés tafonòmic, dins l'etapa bioestratinòmica, que consisteix en el desplaçament per agents naturals, geològics o biològics, de restes que poden convertir-se en fòssils, des del lloc de la seua producció biogènica (mort o realització) fins a la seua acumulació final sobre el substrat, abans de l'enterrament.
La necrocinesi engloba, entre d'altres, els processos de desplaçament per gravetat, els verticals en un medi subaqüàtic per variació del contingut de gasos i fluids d'un cadàver (ascens o descens fins a la posició d'equilibri hidroestàtic), la deriva necroplanctònica o necrocinètica (per vent o corrents hidràulics) o la resedimentació per agents de transport (desplaçament lateral d'una resta prèviament acumulada).

## Alguns exemples de desplaçaments necrocinètics
- Pol·len, espores, fulles, exúvies, etc., transportades pel vent.
- Restes esquelètiques de preses de rapaces o altres carnívors transportats en el sistema digestiu del predador i excretats com a excrements o egagròpiles a quilòmetres del lloc de captura.[3]
- Cadàvers de vertebrats terrestres arrossegats per un corrent fluvial fins a la desembocadura o més enllà, i que poden acabar al litoral o fins i tot al fons marí, molt lluny del seu ecosistema i àrea de distribució.
- Restes d'organismes nectònics que, després de la mort, cauen al fons marí.
- Petxines de cefalòpodes (ex.: Nautilus actuals o ammonits extints) que, una volta mort l'organisme, adquireixen una alta flotabilitat pels gasos de la descomposició que dura fins a mesos després, i poden ser arrossegats per vents i corrents marins a milers de quilòmetres del lloc d'origen.[4]